# Laurențiu Reghecampf
Laurențiu Aurelian Reghecampf (Târgoviște, 19 settembre 1975) è un allenatore di calcio ed ex calciatore rumeno, di ruolo centrocampista, tecnico dell'Al-Hilal Omdurman.

## Palmarès

### Giocatore
- Campionato rumeno: 2

Steaua Bucarest: 1996-1997, 1997-1998
- Coppa di Romania: 1

Steaua Bucarest: 1996-1997
- Campionato bulgaro: 1

Liteks Loveč: 1998-1999

### Allenatore
- Campionato rumeno: 2

Steaua Bucarest: 2012-2013, 2013-2014
- Supercoppa di Romania: 1

Steaua Bucarest: 2013
- Coppa di Lega rumena: 1

Steaua Bucarest: 2015-16
- UAE Super Cup: 2

Al-Wahda: 2017, 2018
- UAE Arabian Gulf Cup: 1

Al-Wahda: 2017-2018
- Supercoppa di Tunisia: 1

Espérance: 2024